# Ilyarachna longipes
Ilyarachna longipes är en kräftdjursart som beskrevs av Yakov Avadievich Birstein1963. Ilyarachna longipes ingår i släktet Ilyarachna och familjen Munnopsidae. Inga underarter finns listade i Catalogue of Life.